# Nero veneziano
Nero veneziano è un film del 1978 diretto da Ugo Liberatore.

## Trama
Christine e il fratello cieco Mark vivono a Venezia. I due, rimasti senza genitori, vivono esperienze terribili – visioni, morti, accoppiamenti demoniaci – alle quali Mark, che recupererà la vista, cerca di opporsi.